# Learjet 23
Learjet 23 — дводвигуновий літак бізнес-класу виробництва американської фірми Swiss American Aviation Corporation («Learjet»).

## Історія
Літак Learjet 23 розроблявся на базі невдалого проекту швейцарського винищувача-штурмовика конструкції д-ра Ганса-Люціуса Штадера FFA P-16, оснащеного осьовим турбореактивним двигуном «Armstrong Siddeley Sapphire».
Розробкою літака P-16 зацікавився відомий винахідник Вільям Лір, який в листопаді 1959 року заснував приватну компанію «Swiss American Aviation Corporation» і приступив до проектування свого першого бізнес-джета на базі P-16. Новий літак отримав робочу назву SAAC-23 (пізніше було змінено на Learjet 23), при цьому конструкція крила, паливні баки і стійки шасі були практично без змін взяті з проекту винищувача P-16. Перші 30 серійних лайнерів оснащувалися двома турбореактивними двигунами General Electric CJ610-1 з тягою 1293 кгс кожен, згодом більше сімдесяти літаків випускалися з двигунами модифікації General Electric CJ610-4 з аналогічною тягою. 7 лютого 1963 року почалася збірка першого бізнес-джета Learjet 23, який піднявся у повітря 7 жовтня того ж року. Випуск першого серійного літака відбувся 13 жовтня 1964 року.
Learjet 23 випускався з 1962 по 1966 роки, всього за цей період було випущено 104 літаки. У 1998 році у світі експлуатувалося 39 лайнерів цього типу.
За весь час роботи у різних інцидентах було втрачено 27 літаків. Останній Learjet 23 виведений з експлуатації в 2008 році.

## Експлуатанти
США
- NASA
- Executive Jet Aviation

## Льотно-технічні характеристики
Основні характеристики
- Довжина:
- Висота:
- Розмах крила:

Льотні характеристики

## Збережені екземпляри
- Один примірник у Музеї Янкі у Чіно, Каліфорнія.